# Amore Vero
M/Y Amore Vero, tidigare St. Princess Olga, är en superyacht tillverkad av Oceanco i Nederländerna. Hon sjösattes i juli 2012 och levererades i februari 2013 till en ej namngiven ägare. Det förmodas dock vara den ryske oligarken Igor Setjin som är just ägaren och superyachten är döpt efter hans andra fru Olga Rozjkova. Efter de hade skilt sig så bytte superyachten namn till det nuvarande, vilket på italienska betyder "äkta kärlek". Både Setjin och dennes företag Rosneft har dock förnekat att Setjin äger superyachten. Den 3 mars 2022 meddelade franska tullmyndigheten att de hade beslagtagit Amore Vero på grund av kopplingarna till Setjin. Superyachten hade varit förtöjd i La Ciotat i Frankrike för att undergå reparationer men när tullmyndigheten slog till då var superyachtens besättning i färd med att göra sig redo för att lämna hamnen hastigt trots att reparationerna skulle vara klara den 1 april.
Hon designades exteriört av Lobanov Design medan interiören designades av Alberto Pinto. Superyachten är 85,6 meter lång och har en kapacitet upp till 14 passagerare fördelat på sju hytter. Den har också en besättning på 32 besättningsmän.